# مربیان (فیلم)
مربیان (به آلمانی: The Edukators) فیلمی محصول سال ۲۰۰۴ و به کارگردانی هانس واینگارتنر است. در این فیلم بازیگرانی همچون دانیل برول، یولیا ینچ، استیپه ارچگ ایفای نقش کرده‌اند.